# Nicolas Kiesa
Nicolas Kiesa, danski dirkač Formule 1, * 3. marec, 1978, København, Danska.
Nicolas Kiesa je upokojeni danski dirkač Formule 1. V svoji karieri je nastopil na zadnjih petih dirkah v sezoni 2003, ko je kot najboljši rezultat dosegel enajsto mesto na dirki za Veliko nagrado ZDA. V sezoni 2005 je bil testni in na sedmih dirkah tudi tretji dirkač Jordana.

## Popolni rezultati Formule 1
(legenda) (odebeljene dirke pomenijo najboljši štartni položaj, poševne pa najhitrejši krog, †-uvrščen kljub odstopu)
| Leto | Moštvo                    | Šasija       | Motor        | 1   | 2   | 3   | 4   | 5   | 6   | 7   | 8   | 9   | 10  | 11 | 12     | 13     | 14     | 15     | 16     | 17     | 18  | 19     | Prv | Toč |
| ---- | ------------------------- | ------------ | ------------ | --- | --- | --- | --- | --- | --- | --- | --- | --- | --- | -- | ------ | ------ | ------ | ------ | ------ | ------ | --- | ------ | --- | --- |
| 2003 | European Minardi Cosworth | Minardi PS03 | Cosworth V10 | AVS | MAL | BRA | SMR | ŠPA | AVT | MON | KAN | EU  | FRA | VB | NEM 12 | MAD 13 | ITA 12 | ZDA 11 | JAP 16 |        |     |        | 23. | 0   |
| 2005 | Jordan Grand Prix         | Jordan EJ15  | Toyota V10   | AVS | MAL | BAH | SMR | ŠPA | MON | EU  | KAN | ZDA | FRA | VB | NEM TD | MAD TD | TUR TD | ITA TD | BEL TD |        |     |        | -   | -   |
| 2005 | Jordan Grand Prix         | Jordan EJ15B | Toyota V10   |     |     |     |     |     |     |     |     |     |     |    |        |        |        |        |        | BRA TD | JAP | KIT TD | -   | -   |